# Жархан (Нюрбинский район)
Жарха́н (якут. Дьаархан) — село в Нюрбинском районе Республики Саха (Якутия) России. Административный центр и единственный населённый пункт Жарханского наслега.

## География
Село находится в западной части Якутии, в пределах восточной части Верхневилюйского плато, на правом берегу реки Марха, на расстоянии примерно 33 км (по прямой) к северо-востоку от города Нюрба, административного центра района.
Климат
Климат характеризуется как резко континентальный, с продолжительной морозной зимой и жарким летом. Абсолютный минимум температуры воздуха самого холодного месяца (января) составляет −61 °C; абсолютный максимум самого тёплого месяца (июля) — 40 °C. Среднегодовое количество атмосферных осадков составляет 260—280 мм. Снежный покров держится в течение 210—225 дней в году.
Часовой пояс
Село Жархан находится в часовой зоне МСК+6. Смещение применяемого времени относительно UTC составляет +9:00.

## Население
| 2002 | 2010 | 2012 | 2013 | 2014 | 2015 | 2016 |
| ---- | ---- | ---- | ---- | ---- | ---- | ---- |
| 405  | ↗408 | ↘395 | ↘393 | ↘379 | ↘374 | ↗375 |
| 2017 | 2018 | 2019 | 2020 | 2021 |      |      |
| ↗379 | ↗380 | ↘362 | ↘353 | ↗363 |      |      |

Половой состав
По данным Всероссийской переписи населения 2010 года в гендерной структуре населения мужчины составляли 53,7 %, женщины — соответственно 48,7 %.
Национальный состав
Согласно результатам переписи 2002 года, в национальной структуре населения якуты составляли 98 % из 405 чел.

## Улицы
| - ул. 360 лет Жархана, - ул. Доры Жирковой, - ул. Ленина, - ул. Молодёжная, - ул. Набережная, | - пер. Набережный, - ул. Новая, - ул. Просёлочная, - ул. Софрона Андреева, - ул. Юбилейная. |

## Инфраструктура
В селе действуют средняя общеобразовательная школа, детский сад, фельдшерско-акушерский пункт, культурный центр «Аартык» и библиотека.